# Brigitte Lindscheid

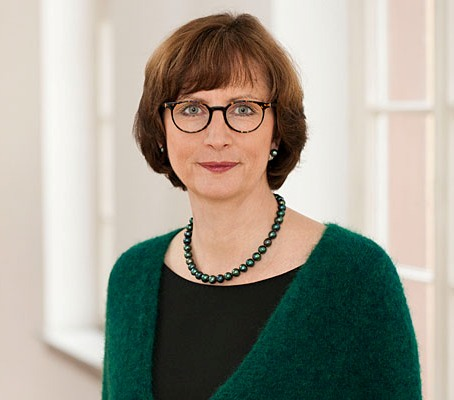
Brigitte Lindscheid (2014)

Brigitte Lindscheid (* 21. Februar 1961 in Frankfurt am Main) ist eine deutsche Politikerin von Bündnis 90/Die Grünen. Sie war von 2014 bis 2024 Regierungspräsidentin des Regierungsbezirks Darmstadt.

## Leben

### Jugend und Ausbildung
Brigitte Lindscheid besuchte in ihrer Heimatstadt Frankfurt die Schule. 1977 erwarb sie an der Fürstenberger Realschule die Mittlere Reife und 1980 an der Helmholtzschule das Abitur. 1990 legte sie das Zweite Juristische Staatsexamen ab. Im Jahr 2000 erhielt sie die Zulassung als Rechtsanwältin.

### Politische Karriere
Von 2001 bis 2011 war Brigitte Lindscheid Stadtverordnete in Darmstadt, ab 2006 Fraktionsvorsitzende der Grünen und Vorsitzende des Planungs-, Bau- und Verkehrsausschusses. 2011 wurde sie hauptamtliche Stadträtin (Dezernat Bauen und Umwelt) in Darmstadt, bis sie am 1. März 2014 vom Schwarz-Grünen Landeskabinett in Hessen zur Regierungspräsidentin in Darmstadt ernannt wurde. Damit war sie die erste Grünenpolitikerin und die erste Frau auf dieser Position in Hessens größtem Regierungsbezirk. Nachdem die Grünen nach der Landtagswahl 2023 aus der hessischen Landesregierung ausgeschieden waren, musste Lindscheid ihr Amt am 1. März 2024 abgeben. Ihr Nachfolger als Regierungspräsident wurde Jan Hilligardt (SPD).

### Privates
Brigitte Lindscheid ist verheiratet und hat ein Kind.